# 码激励线性预测
码激励线性预测（英語：Code-excited linear prediction，简称CELP）是一种語音編碼算法，最早由M. R. Schroeder和B. S. Atal在1985年提出。在当时，它能提供比其他低比特率算法更好的质量，包括如剩余激励线性预测和线性预测编码聲碼器（例如FS-1015）。它存在不少变种，例如代数CELP、松弛码CELP、低延迟CELP和矢量和激励线性预测（VSELP）编码。它是目前使用最广泛的语音编码算法。它也被用于MPEG-4音频语音编码器。CELP通常是一个通用术语，指一类算法而非特定编解码器。

## 介绍
CELP算法基于四项主要思想：
- 通过线性预测（LP）使用产生语音的声源过滤模型。
- 使用一个自适应和一个固定码本作为线性预测模型的输入（激励）。
- 在“感知加权域”中执行闭环搜索。
- 应用向量量化（VQ）

1983年，Schroeder和Atal模拟的原始算法在一台Cray-1超级计算机上运行，需要150秒才能编码1秒的语音。在那之后，更具效率的码本改进以及计算能力的提升使得可以在诸如移动电话等嵌入式设备上运行该算法。

## CELP解码器

图1：CELP解码器

### 拓展阅读
- Introduction to CELP Coding （页面存档备份，存于）（英文）
- Speech Processing: Theory of LPC Analysis and Synthesis （页面存档备份，存于）（英文）